# PRPF8
 Обрабатывающий сплайсинг пре-мРНК фактор 8  (англ. «Pre-mRNA-processing-splicing factor 8) — белок, который у человека кодируется геном PRPF8.
Сплайсинг пре-мРНК проходит две последовательные стадии трансэтерификации. Белок, кодируемый этим геном, является компонентом как U2- так и U12- зависимых сплайсосом, и создаёт что необходимо для катализа стадии II процесса сплайсинга пре-мРНК. Он производит несколько повторов WD, которые функционируют в межбелковых взаимодействиях. Этот белок имеет некоторое сходство с дрожжевым белком Prp8. Этот ген является кандидатом для аутосомно-доминантного пигментного ретинита.

## Взаимодействия
PRPF8, как было выявлено, взаимодействует с WDR57 и EFTUD2.